# Carlerik Söderström
Carlerik Söderström, född den 20 november 1913 i Örebro, död den 16 februari 1972 i Visby, var en svensk jurist. Han var son till Carl Söderström och dotterson till Erik Edlund.
Söderström avlade studentexamen i Karlskrona 1932 och juris kandidatexamen vid Uppsala universitet 1937. Han genomförde tingstjänstgöring 1937–1941. Söderström blev extra fiskal i Svea hovrätt 1942 och extra ordinarie assessor där 1948. Han var föredragande i likvidationsnämnden 1951–1954, tingsdomare i Södertörns domsaga 1954–1957 och tillförordnad revisionssekreterare 1956–1957. Söderström blev hovrättsråd i Svea hovrätt 1957 och häradshövding i Gotlands domsaga 1962. Han blev riddare av Nordstjärneorden 1958. Söderström vilar på Norra kyrkogården i Visby.